# August Friedrich Müller
August Friedrich Müller (Penig, 15 dicembre 1684 – Lipsia, 1º maggio 1761) è stato un logico e filosofo tedesco.

## Biografia
August Friedrich nacque a Penig, figlio di Johann Adam Müller e sua moglie Johanne Susanne, figlia di un farmacista di Rochlitz, Johann Fromhold. Prefigurato da suo padre, frequentò la scuola nel 1697 e studiò presso l'Università di Lipsia dal 1703. Qui conseguì la laurea in scienze filosofiche primitive, grazie al suo maestro Andreas Rüdiger (1673-1731). Tuttavia, poco dopo studiò anche legge sotto Gottlieb Gerhard Titius (1661-1714).
Nel 1707 conseguì la laurea magistrale a Lipsia, dove istituì anche una scuola di filosofia. Dopo un soggiorno presso l'Università di Erfurt, 8 ottobre 1714, riuscì a conseguire il suo dottorato in diritto. In seguito, iniziò a insegnare legge in alcune scuole di Lipsia.
Riuscì a ottenere poco dopo una cattedra presso l'Università di Halle e solo nel 1732 a Lipsia, a causa del mancato insegnamento di Christian Thomasius.
Bach compose la cantata Zerreißet, zersprenget, zertrümmert die Gruft, BWV 205 nel 1725 per Müller, lo eseguì la sera del 3 agosto 1725 davanti alla sua casa, Lipsia.

## Opere
- Diss. de arte loquendi. Leipzig 1708
- Diss. inaug. de rationibus legum investigandis; ad L. 20. 21 D. de LL. Erfurt 1714
- Diss. de fictionum iuris Romani usu antiquo, non-usu hodierno. Leipzig 1715
- Balthasar Graciaans Qracul, das man mit sich führen und stets bey der Hand haben kann, das ist: Kunst – Regeln der Klugheit, vormahls von Mr. Amelot de la Houffaye unter dem Titel l'Homme de Cour ins Französische, anietzo aber aus dem Spanischen Original, welches durch und durch hinzngefüget worden, ins Teutsche übersetzt und mit neuen Anmerkungen, in welchen die Maximen des Autoris aus den Principiis der Sitten-Lehre erklähret und beurtheilet werden, versehen. 1. Centurie. Leipzig 1716, 2. Centurie Leipzig 1717, 3. Centurie. Leipzig 1719, new edition Leipzig 1738 (2 volumi)
- Einleitung in die philosophischen Wissenschaften. 3 volumes. Leipzig 1728, 2nd edition Leipzig 1733
- Progr. inaug. sub aufpiciis Professionis philosophiae extraord. Leipzig 1731
- Progr. inaug. cum Professionem Organi Aristotelici capesseret. Leipzig 1732
- Diss. pro loco in facultate philosophica obtinendo de emigratione religionis caussa suscipienda. Leipzig 1732
- Progr. de argumentatione dialectica Aristoteli usitata. Leipzig 1736
- Progr. de Stoicorum Paradoxis. Leipzig 1736
- Progr. de notione legis. Leipzig 1740
- Progr. de successione hereditaria ex iure naturali. Leipzig 1743 Continuatio. Leipzig 1743
- Progr. de praemiis viris strennis a Platone decretis. Leipzig 1744
- Progr. de usucapione et praescriptione longi temporis ex principiis naturalibus. Leipzig 1744
- Progr. I et II de principio contradictionis. Leipzig 1746
- Progr. I et II de origine civitatum. Leipzig 1750
- Progr. de lectione librorum docta. Leipzig 1752
- Progr. de perceptione clara et distincta. Leipzig 1754
- Progr. I et II de notione legis naturalis detracta utilitatis ratione concepta. Leipzig 1758
- Progr. de libertate naturali et imperii humani limitibus. Leipzig 1760